# جيمس غارفيلد ستيوارت
جيمس غارفيلد ستيوارت (بالإنجليزية: James Garfield Stewart)‏ هو محامي وقاضي وسياسي أمريكي، ولد في 17 نوفمبر 1880 بسبرينغفيلد في الولايات المتحدة، وتوفي في 3 أبريل 1959 بلويفيل في الولايات المتحدة. حزبياً، نشط في الحزب الجمهوري.